# Амурсана
Амурсана (1722 — 21 вересня 1757) — останній володар Джунгарського ханства в 1755—1757 роках.

## Життєпис
Походив з ойратського племені хойтів. Син невідомого хойтського нойона і Бойталак (доньки джунгарського хунтайджі Цеван Рабдана). Народився у 1722 році. Про молоді роки майже нічого не відомо. Ймовірно, був прихильником хунтайджі Цеван Дорджі, якого 1749 року повалив зведений брат Лама Дорджі. Спочатку Амурсана вів перемовини з китайською адміністрацію щодо підтримки проти лами Дорджі. У 1751 році підтримав повстання нойона Дабачі проти останнього. Заколотники зазнали поразки й вимушені були тікати до казахів. Тут дістали підтримку від султанів і ханів Старшого і Середнього жузів. Взимку 1752—1753 років Амурсана брав участь у поході проти ставки (урги) джунагрського хунтайджі. В результаті в січні 1753 року вдалося перемогти і вбити Ламу Дорджі. Новим хунтайджі став дабачі, а Амурсана отримав у володіння Алтай і Тарабаган.
Вже у 1753 році проти Дабачі повстав його родич Намеху-Жіргал, який захопив ставку хунтайджі. Дабачі втік до Амурсани, який став вимагати поділу Джунагрського ханства між ними. Втім Амурсана вирішив діяти спільно проти Намеху-Жіргала. У битві на річці Целбек Амурсана і Дабачі перемогли Намеху-Жіргала.
Невдовзі Дабачі вступив у конфлікт з Амурсаною через підозри щодо спроб останнього повалити хунтайджі та вимог отримати значні володіння. У квітні 1754 року Амурсана спільно з казахами виступив проти Дабачі, але на річці Каратал зазнав поразки. Амурсана вимушений був відступати на схід. Водночас з новими силами проти Дабачі виступив султан Аблай. Бойові дії тривалий протягом літа 1754 року. В цей час Амурсана, зазнавши поразки, втік до Халхи, яка належала імперії Цін.
Навесні 1755 року китайський імператор Цяньлун під приводом допомоги Амурсані організував похід проти Джунгарського ханства. Сам Амурсана став заступником командувача лівого флангу Північної армії. У червні того року вона з'єдналася біля річки Боро-Тала в західній Джунгарії з Південною армією. У червні-липні 1755 року цінська армія захопила важливі райони Іртиша і Ілі. Джунгарські нойони стали переходити на бік Амурсани. Згодом біля озера Хашін супернику Амурсани було завдано тяжкої поразки. До кінця року Дабачі було схоплено й відправлено до Пекіну.
19 липня 1755 року було видано імператорський «Указ про тріумфальне завершення західної кампанії і включення Джунгарії до мапи нашої імперії», на території ханства було впроваджено китайський календар. Втім Амурсана поводився незалежно, не користувався китайської печаткою, не носив китайський одяг.
Восени 1755 року Амурсана розраховував з китайською допомогою стати джунгарським хунтайджі, але виявився обдуреним — йому було надано титул тайші хойтів. Маючи при собі невеликий загін вояків, діючи в змові з деякими халхаськими воєначальниками, Амурсана напав на цінські війська, які охороняли кордон, і розбив їх. Тим самим Амурсана почав визвольний рух в Монголії і Джунгарії. В результаті фактично відновив незалежність Джунгарського ханства. Бан Ді, колишній очільник китайської Північної армії й військовий намісник Джунгарії, не маючи змоги чинити спротив, наклав на себе руки.

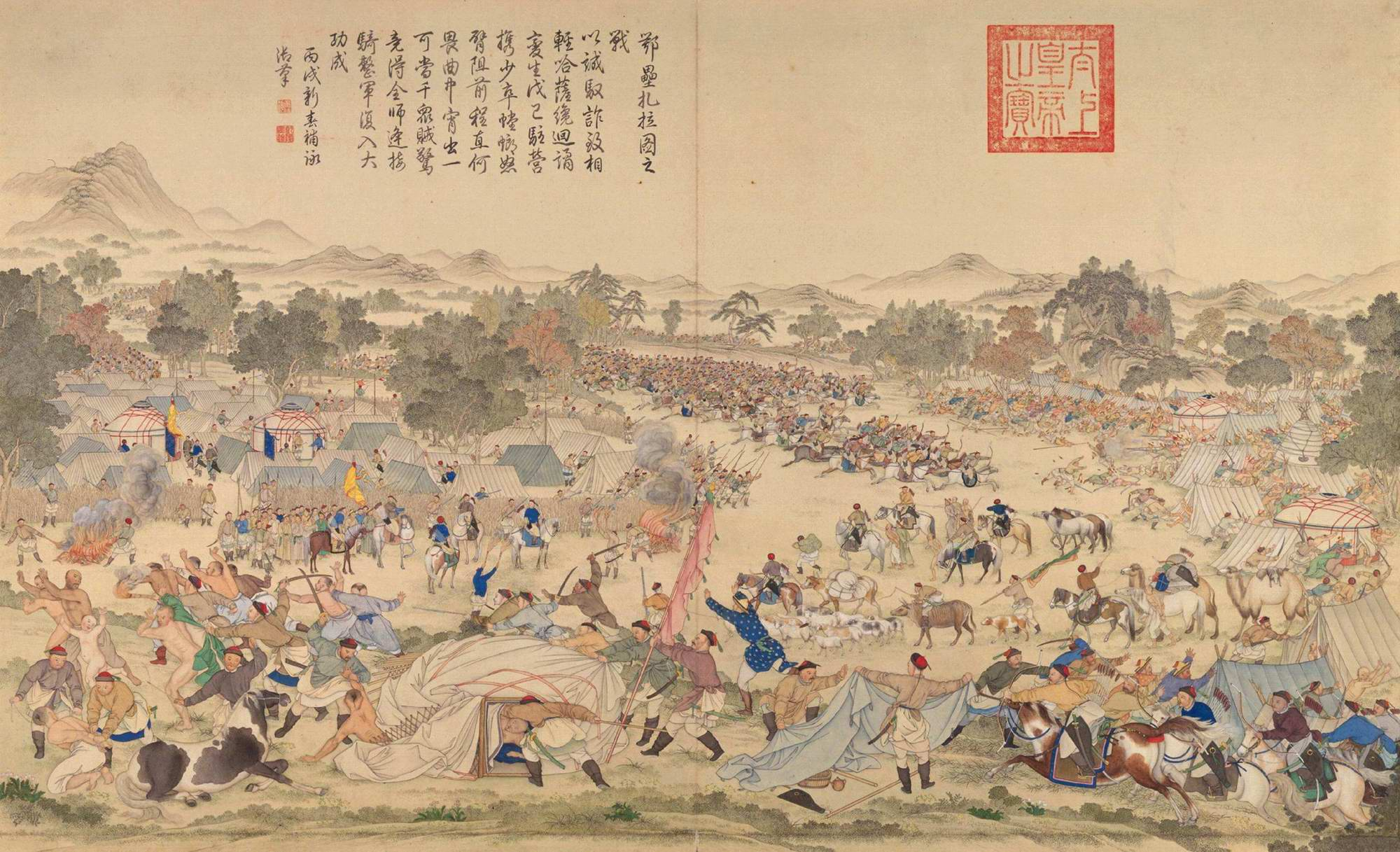
Битва Амурсани з Чжао Хуеєм

У березні 1756 року китайський імператор відправив проти Амурсани потужне військо, яке переважало джунгарів і монголів в 5 разів. відбувся геноцид джунгарів. а саме слово «Джунгарія» і «джунгар» — заборонено. Амурсана втік до Аблай-хана, правителя Середнього жуза, який відмовився його видати цінському командуванню. Навесні 1757 року в горах Тарбагатая і в долині річки Ілі загони загальною чисельністю в 10 тис. вояків на чолі з Амурсаною розгорнули активні дії проти ворожої армії на чолі із Чжао Хуеєм, практично перемігши того. Діям цінської адміністрації заважало монгольське повстання на чолі із Чінгужавом. Лише після перемоги над останнім, китайська армія зосередила зусилля проти Джунгарії. Влітку 1757 року Амурсана зазнав нової поразки. Спочатку втік до Середнього жуза, а потім до Російської імперії.
У вересні 1757 року Амурсана помер в Тобольську від віспи. Російська влада відмовилися видати Китаю його тіло. Російський Сенат 1 листопада 1757 року наказав сибірському губернатору Федору Соймонову відправити тіло Амурсани на російсько-китайський кордон для можливості огляду його представниками цінської адміністрації. Тіло було поховано в околицях Селенгінського острогу. Рештки Амурсани двічі ексгумувати для впізнання монгольськими і цінськими чиновниками. У 1760 року на місці Джунгарії рішенням цінського імператора було створено провінцію Сіньцзян (Нова територія або Новий кордон).